# 有孔鍔付土器

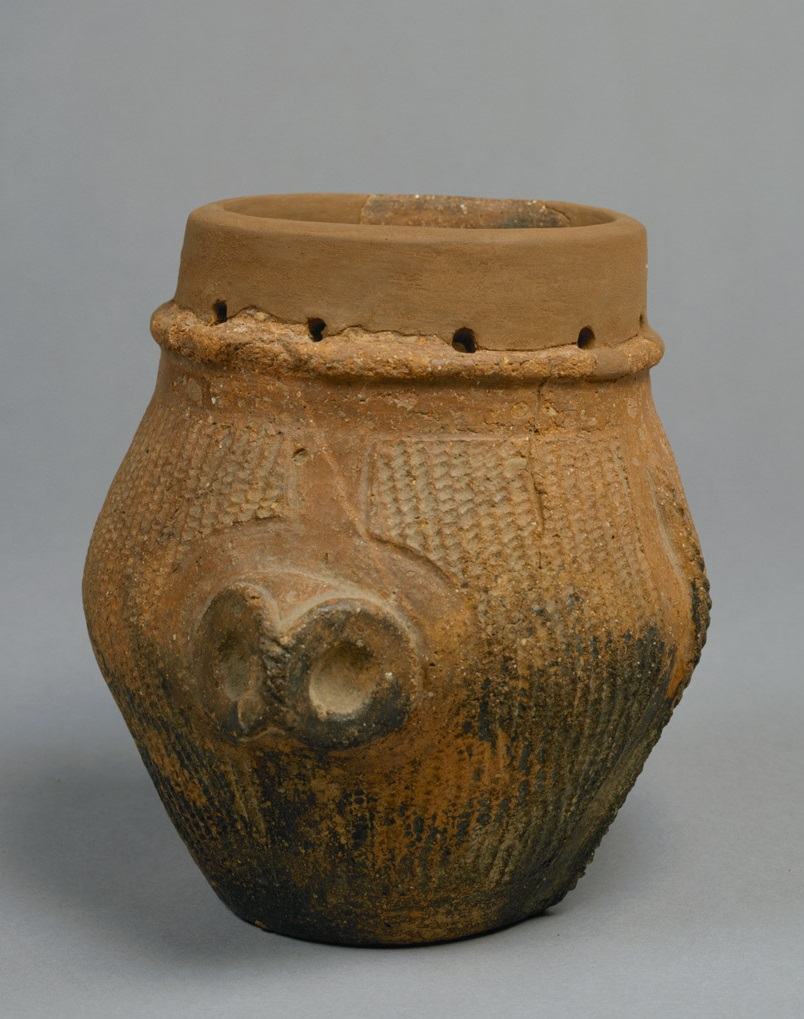
縄文時代中期の有孔鍔付土器（山梨県北杜市出土、東京国立博物館所蔵）

有孔鍔付土器（ゆうこうつばつきどき）は、縄文時代の土器形式のひとつ。
口縁部に内壁を貫通する直径5mm程度の小孔が列状に数個から20個程度空き（有孔）、胴体中央部に鍔状隆帯がある（鍔付）。一般的な深鉢型土器と異なり樽型や壺型のものが多い。口部上面は平坦で、蓋をすることができたと考えられている。これらの特徴から鍔付有孔土器、蓋付樽型土器などの呼称も用いられていたが、武藤雄六により「有孔鍔付土器」の呼称に統一された。

## 特徴と変遷
胴体には動物意匠文をはじめさまざまな装飾文様が施され、両肩部には把手が設けられている。出土数は極端に少なく、胎土も精選されており出土状況も特異であり、口縁部に把手の付いた釣手土器とともに祭祀に関わる土器であると考えられている。小孔が空けられる理由については土器の使用目的と関係して諸説あるが（後述）。鍔状隆帯は、焼成や使用の際に自重のかかる胴体中央部の補強目的であると考えられている。
現在の長野県から山梨県の中央高地において縄文時代前期末期から中期終末にかけて特徴的に見られ、中期に盛行し関東地方を中心に分布する。縄文中期終末には消滅し、注口土器に代わる。
縄文時代前期末期の諸磯式期には有孔鍔付土器の祖形である口縁部に小孔の空いた浅釜型の有孔土器が出現する。小孔は無文上か二条の浮線上に空けられており、鍔部の原型になる膨らみも見られる。安定性は悪く、地面に窪みを設けて安置していたと考えられている。成立期には中間型がみられ、やがて直立口縁や鍔状隆帯が完成し、小孔数も減り胴体上方の屈曲部に一定数穿たれる。中期初頭には橋状把手が設けられ、器種も樽型や壺型など多様化し、大型化する。中期中葉には胴体に赤色顔料が施され、製作技術の進歩から小孔や鍔状隆帯が形式化しはじめる。中央高地から北陸、関東はじめ東日本各地に拡散する。西日本では有孔土器はみられるものの、有孔鍔付土器は福井県と岐阜県での中期後葉段階の出土例を西限に見られない。例外として九州地方の長崎県長崎市深堀町に所在する深堀貝塚での中期後葉段階の出土例があり、これは胎土が九州西部のものであることから何らかの形で製作技術が伝来したと推測されている。
中期後葉には小孔が鍔部へ設けられるようになり、装飾文様が焼失し縄文や渦巻文が一般的となる。中央高地では小孔や鍔状隆帯が完全に消失し、両肩に把手の付けられた広口壺形の両耳壺に統一されるが、関東地方では形式的な小孔が保持された。中期終期には有孔鍔付であるが注口部のあるものや、深鉢で胴体がひょうたん形に縊れたものが見られ、注口土器に至る。
また、同じく中央高地に特有的に出土し祭祀的意味のあったと考えられている人面装飾付土器（人面・土偶装飾付土器）の特徴を兼ね備えた人面装飾付有孔鍔付土器も確認されている。

## 研究史
有孔鍔付土器の使用目的には諸説ある。藤森栄一・武藤雄六らは、1963年（昭和38年）に縄文時代中期にはすでに農耕が開始されていたとする縄文農耕論の立場から、有孔鍔付土器は栽培を目的とした植物の種子を貯蔵するために使用したとする説を提唱した。1970年（昭和45年）に武藤は縄文農耕説の立場に立ちつつも、有孔鍔付土器は酒造具であるとする見解を示した。）。
一方、貯蔵容器・酒造具であることを否定する説として、1964年（昭和39年）に山内清男が提唱した土製太鼓説がある。山内は、有孔鍔付土器にヘビ・カエルなどの動物文様や人体文様が施されている点から、世界各地の民俗事例にみられる土製太鼓との類似姓を指摘し、小孔に詮をして反膜を止め太鼓として用いていたと推測している。
1980年代には長沢宏昌により有孔鍔付土器の体系的な研究が行われ、長沢は有孔鍔付土器の変遷や出土状況から、酒造具説が妥当であると示した。長沢は、有孔鍔付土器はやがて注口土器へ至っていることから、注口土器と同様に有孔鍔付土器の内部には液体が入れる用途であったと推定した。縄文時代の集落は河川や沢・湧水池の周辺など水を確保できる環境に立地することが多いため、長沢は有孔鍔付土器は貯水目的ではなく、内容物は酒であると推定した。

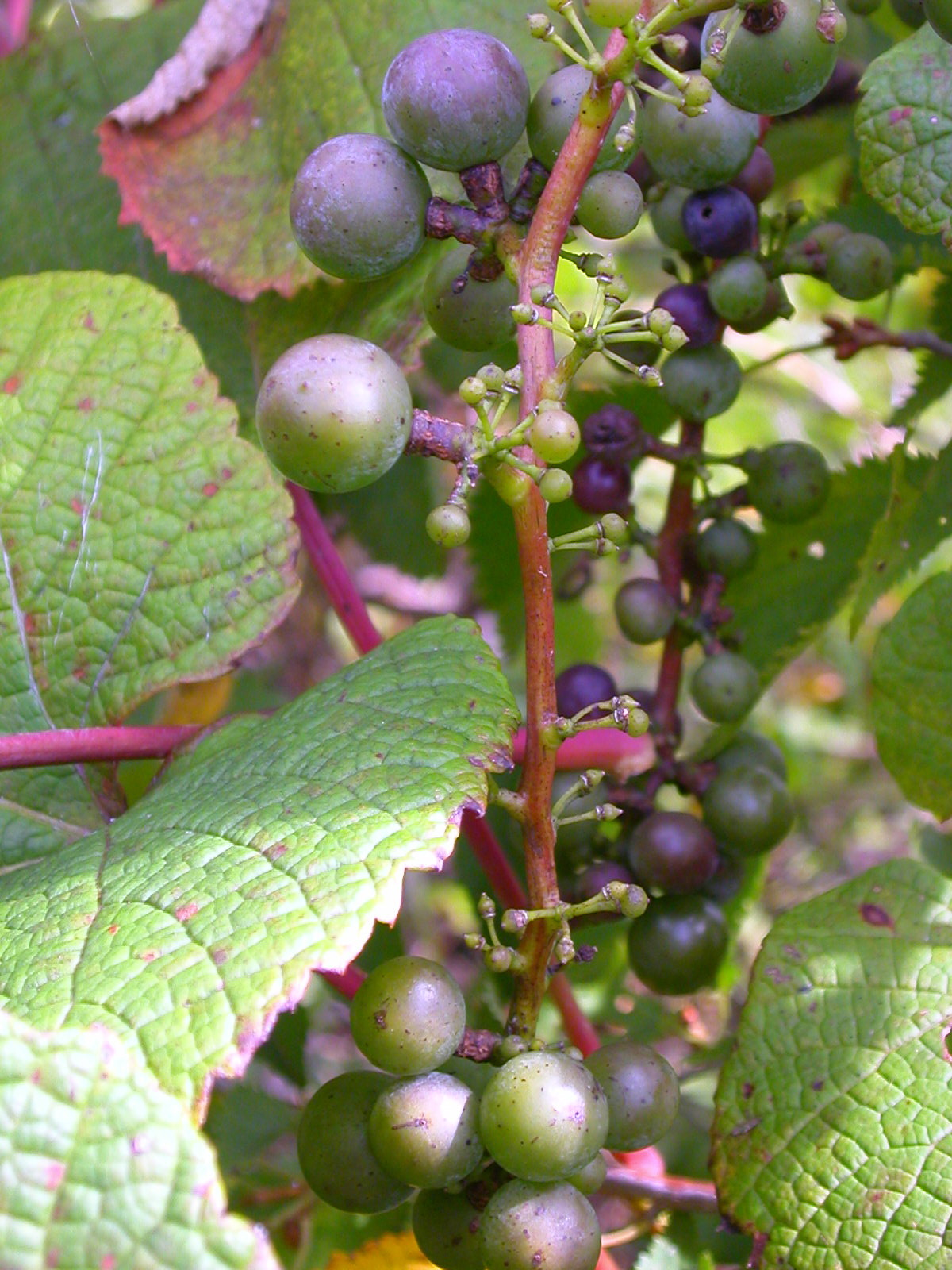
参考：ヤマブドウ

長沢は小孔部に破損例が少なく摩擦跡も見られず、太鼓として用いるための紐などを通す緊縛孔であったとは考えられないことを指摘した。また、上部には蓋をして密閉する一方で外気と接する小孔を設けており、特定住居址の住居内ピットから埋蔵状態で出土する状況から、一定の保温が必要な作業に用いられるものと推定した。さらに、有孔鍔付土器の内部に黒色変化が見られ、内部にはヤマブドウの種子と思われる炭化物が発見された出土事例があることから、内容物は酒（液果酒）である可能性が高く、有孔鍔付土器は酒造具として用いられ、小孔は醗酵過程で生じたガスの排出口であると推定している。
これに対し土製太鼓であるとする説は打楽器奏者の土取利行や小林達雄らにより主張され、土取・小林は長沢の変遷観を否定している。また、貯蔵具であるとする立場からは江坂輝彌の澱粉質食料貯蔵に使用したとする説がある。さらに、底部に焼跡の痕跡がある出土事例が見られることから、緊縛して煮炊に使用したとする懸垂煮沸用具説（草間俊一・吉田義昭）もあるが、いずれも小孔の破損例の無いこと、完全密閉容器ではない点から、疑問視する指摘も見られる。

## 縄文時代の酒造
酒造具であるとする結論から有孔鍔付土器は縄文時代の祭りに関わる位置付けられ、西日本などに出土例が無い理由は伝統的な酒造方法が確立されていたために受容されなかったと説明されている。また、酒造実験も行われ縄文時代の酒造についても考察もされている。液果酒は主にヤマブドウやサルナシの実などを使用し、土器内ですり潰し野生酵母によって醗酵させ、1週間程度で酒が得られ、現代のワイン醸造用ブドウを使用したワインと比べれば糖度やアルコール度も低い。